# Errol Mann
Errol Mann (Breckenridge, 27 de junho de 1941 – Missoula, 11 de abril de 2013) foi um jogador profissional de futebol americano estadunidense.

## Carreira
Errol Mann foi campeão da temporada de 1976 da National Football League jogando pelo Oakland Raiders.